# آنا لوسیا توره
آنا لوسیا توره رودریگز (زاده ۲۱ آوریل ۱۹۴۵) یک هنرپیشه اهل برزیل است. آنا لوسیا توره در سائوپائولو به دنیا آمد. در کودکی، خانواده او به شهر ریودوژانیرو و سپس به سائوپائولو نقل مکان کردند.

## فیلم‌شناسی

### تلویزیون
| سال  | عنوان                     | نقش                                  |
| ---- | ------------------------- | ------------------------------------ |
| ۱۹۷۷ | دونا زپا                  | گلوریتا کامارگو                      |
| ۱۹۷۷ | سینازینها فلو             | ارمِلِندا                              |
| ۱۹۷۹ | خاطرات عشق                | پرنسس ایزابل                         |
| ۱۹۷۹ | مارون گلسی                | استلا                                |
| ۱۹۸۰ | به عنوان "ترس ماریاس"     | نورما                                |
| ۱۹۸۱ | سیراندا دی پدرا           | سیلینا                               |
| ۱۹۸۲ | اوم هوم ممنوع             | اولیویا                              |
| ۱۹۸۴ | "کورو"                    | اولگا                                |
| ۱۹۸۷ | کورپو سانتو               | مارتا                                |
| ۱۹۸۹ | تیتا                      | جراسی پیتومبو                        |
| ۱۹۹۰ | برزیل و برزیل             | کلارا                                |
| ۱۹۹۳ | رناسر                     | کویتریا                              |
| ۱۹۹۵ | به عنوان شاگردان سر ریتور | زفا داس گراس                         |
| ۱۹۹۷ | یک اندومادا               | کلیونیس ویلیامز مک کینزی             |
| ۱۹۹۸ | سراس آزوی                 | دونا اوسوریا                         |
| ۲۰۰۰ | "او کرافو و روزا"         | لئونر فرناندیس (نکا)                 |
| ۲۰۰۱ | پورتو دو میلادگر          | سالت                                 |
| ۲۰۰۴ | "ام سولو کوریات"          | سلووا                                |
| ۲۰۰۵ | آلما گمیا                 | دبورا آویلا سابویا                   |
| ۲۰۰۶ | ای پیامبر                 | انسپکتورا هیلدا ویرا                 |
| ۲۰۰۷ | پیکادو                    | آنجا گیلرمینا                        |
| ۲۰۰۸ | کاسوس و آکاسوس            | ریجینا                               |
| ۲۰۰۸ | Xuxa e به عنوان Noviças   | سومارا                               |
| ۲۰۰۹ | کاراس و بوکاس             | استر ابراهیم                         |
| ۲۰۱۱ | "جنون قلب"                | آنیتا برانداو ("تیا نینم")           |
| ۲۰۱۲ | عشق ابدی                  | وربینا بورژس                         |
| ۲۰۱۲ | لوکو پور ایلاس            | دکتر اولگا                           |
| ۲۰۱۳ | جویا رارا                 | خانم گرترد دوکر هاوسر                |
| ۲۰۱۵ | حقیقت‌های مخفی             | بریتو                                |
| ۲۰۱۶ | اینه "موندوبم"            | دونا کاملیا باتیستا                  |
| ۲۰۱۷ | اوترو لادو دو پاراسو      | ماریا آدنیا دو پاسوس فاغوندس (ادنیا) |

### سینما
| سال  | عنوان                              | نقش                |
| ---- | ---------------------------------- | ------------------ |
| ۱۹۸۱ | ام منینو… اوما مولهر               | دونا ریتا          |
| ۱۹۸۲ | پرتره گفتاری یک زن بدون شرم        |                    |
| ۱۹۸۸ | داستان فاوستا                      |                    |
| ۱۹۹۱ | مانوبرا رادیکال                    |                    |
| ۱۹۹۱ | شورش کارنودوها                     |                    |
| ۲۰۰۰ | آتراوس دا ژانلا                    | توماسینا           |
| ۲۰۰۱ | Os Xeretas                         | آلانا              |
| ۲۰۰۴ | ای وستیدو                          | تیا آدلیا          |
| ۲۰۰۴ | چگونه یک فیلم عاشقانه بسازیم       | مائه دی لورا       |
| ۲۰۰۴ | فرانکامنت…                         | آنجلا              |
| ۲۰۰۵ | قیمت هر کیلو چقدر است؟             |                    |
| ۲۰۰۵ | پرتره خوشبختی                      | پسیکیاترا          |
| ۲۰۰۶ | پرداخت شده                         | امپراگادا          |
| ۲۰۰۷ | پریمو باسیلیو                      | ویزینها            |
| ۲۰۰۹ | مستاجرین                           | دیریتورا دا اسکولا |
| ۲۰۱۰ | انعکاس یک مخلوط کن                 | الویرا             |
| ۲۰۱۲ | و زندگی ادامه دارد…                | بریگیدا            |
| ۲۰۱۲ | میوس دویس آمورس                    | وو لیندلنا         |
| ۲۰۱۲ | دنیای اولیم و اویلوت               | بروکسا             |
| ۲۰۱۷ | یکنوع بازی شبیه لوتو: پادشاه صبح‌ها | مارتا مندز         |
| ۲۰۱۷ | از طریق سایه‌ها                     | دونا جرالدینا      |